# Webb-Firnfeld
Das Webb-Firnfeld ist ein Firnfeld im ostantarktischen Viktorialand. Es liegt am Kopfende des Seafarer-Gletschers.
Wissenschaftler einer von 1966 bis 1967 durchgeführten Kampagne im Rahmen der New Zealand Geological Survey Antarctic Expedition benannten ihn nach Dexter Norman Webb (1923–1966), der bei dieser Kampagne für die Öffentlichkeitsarbeit zuständig sein sollte, jedoch am 25. September 1966 in Wellington ermordet wurde.